# Vetrato
In alpinismo con vetrato (calco dal francese verglas) si indica qualsiasi strato di ghiaccio trasparente e sdrucciolevole che ricopre le rocce, pareti delle montagne e passi rocciosi, indipendentemente da come si è formato (per es. a causa del congelamento dell'acqua o per gelicidio). Chiamato anche vetrone, essendo molto scivoloso, è assai temuto dagli alpinisti e di solito viene superato con l'aiuto di ramponi.

## Uso letterario
Il termine, nel senso alpinistico, è stato usato da autori come Piero Jahier e Primo Levi